# 목포영어도서관
목포영어도서관은 전라남도 목포시에 있는 공립 도서관이다.

## 연혁
- 2016년 5월 11일 개관.